# Llancaiach Fawr

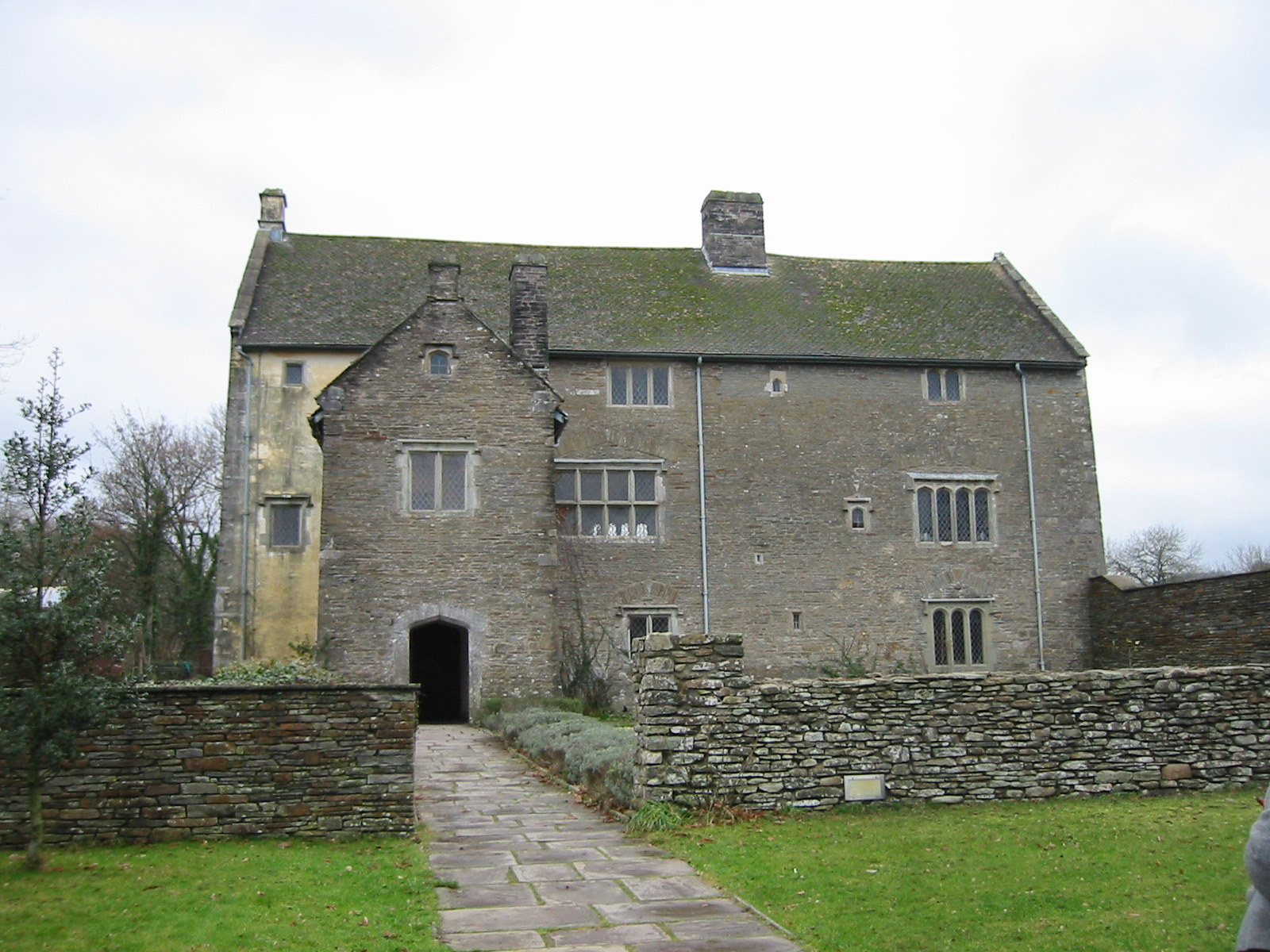
Llancaiach Fawr

Llancaiach Fawr es una manor house (casa solariega) del siglo xvi, en Caerphilly, Gales. Está catalogada como edificio de protección Grado I («edificio de excepcional interés»).
Ubicada en el suroeste de Gales, en el valle de Rhymney formada por el río Rhymney, la frontera histórica entre Glamorgan y el condado histórico de Monmouthshire, fue construida originalmente como torre defensiva de planta en L. Fue propiedad de la familia Richard (Prichard), destacados miembros de la alta burguesía de Gales de la época.

## Nombre
El nombre quiere decir «la casa en las orillas del río Caiach».

## Historia

### Revolución inglesa
Durante la primera guerra civil de Inglaterra, Edward Prichard fue sheriff de Glamorgan, juez de paz y un Commissioner of Array, encargado por la Corona de abestecer al ejército de hombres y material. Apoyó al rey hasta mediados de 1645, cuando, junto con otros miembros de alta burguesía de Gales, cambió de bando. Fue nombrado gobernador del castillo de Cardiff y en febrero de 1646 lo defendió de un ataque de los Parlamentarios.
Tras sus derrotas definitivas en las batallas de Marston Moor (1644) y Naseby (1645), el rey Carlos I, huyó de su cuartel general en Oxford (Londres estaba en manos de los Parlamentarios), primero a Gales, donde se alojó en Llancaiach Fawr con el fin de convencer a Prichard a seguir recaudando más fondos a su causa. Sus intentos fueron infructuosos, porque Prichard se declararía poco después a favor de Parlamento y el rey huyó a Escocia, donde más tarde sería capturado.